# Thuật toán Berlekamp–Massey
Thuật toán Berlekamp–Massey là một thuật toán tìm bộ ghi dịch hồi tiếp tuyến tính (LFSR) ngắn nhất sinh ra một dãy nhị phân cho trước. Thuật toán cũng tìm ra đa thức nhỏ nhất của một quan hệ truy toán tuyến tính trên một trường bất kì.
Elwyn Berlekamp phát minh ra thuật toán này để giải mã mã Bose–Chaudhuri–Hocquenghem (BCH). James Massey phát hiện ra ứng dụng của nó cho bộ ghi dịch hồi tiếp tuyến tính và đơn giản hóa thuật toán. Massey gọi thuật toán là Thuật toán Tổng hợp LFSR (Thuật toán Lặp Berlekamp) (Massey 1969, tr. 124), nhưng ngày nay nó được gọi là thuật toán Berlekamp–Massey.

## Mô tả thuật toán
Thuật toán Berlekamp–Massey là một phương pháp giải hệ các phương trình tuyến tính mô tả trong thuật toán giải mã Peterson cho mã Reed–Solomon, có thể tóm tắt như sau:
{\displaystyle S_{i+\nu }+\Lambda _{1}S_{i+\nu -1}+\cdots +\Lambda _{\nu -1}S_{i+1}+\Lambda _{\nu }S_{i}=0.}
Dưới đây, C(x) là một trường hợp nhất định của Λ(x). Đa thức định vị lỗi C(x) cho L lỗi được định nghĩa là:
{\displaystyle C(x)=C_{L}\ x^{L}+C_{L-1}\ x^{L-1}+\cdots +C_{2}\ x^{2}+C_{1}\ x+1}
hay viết ngược lại:
{\displaystyle C(x)=1+C_{1}\ x+C_{2}\ x^{2}+\cdots +C_{L-1}\ x^{L-1}+C_{L}\ x^{L}.}
Mục tiêu của thuật toán là tìm bậc L nhỏ nhất và đa thức C(x) sao cho:
{\displaystyle S_{n}+C_{1}\ S_{n-1}+\cdots +C_{L}\ S_{n-L}=0}
với mọi giá trị hội chứng S đã cho, n = L to (N-1).
Thuật toán hoạt động như sau. Khởi tạo C(x) bằng 1, L là giả định số lượng lỗi hiện tại, khởi tạo bằng 0. N là số giá trị hội chứng. n là biến lặp chính và là chỉ số của giá trị hội chứng từ 0 đến (N-1). B(x) lưu giá trị cũ cuối cùng của C(x) mỗi lần L thay đổi, và được khởi tạo bằng 1. b lưu giá trị cũ cuối cùng của độ sai lệch d (giải thích ở dưới) mỗi lần L thay đổi, và được khởi tạo bằng 1. m là số lần lặp từ lần cuối L, B(x), và b thay đổi và được khởi tạo bằng 1.
Trong mỗi lần lặp, thuật toán tính một giá trị sai lệch d. Ở lần lặp thứ k giá trị đó là:
{\displaystyle d=S_{k}+C_{1}\ S_{k-1}+\cdots +C_{L}\ S_{k-L}.}
Nếu d bằng 0, thuật toán giả sử rằng C(x) và L hiện tại vẫn đúng, tăng m, và tiếp tục.
Nếu d khác 0, thuật toán thay đổi C(x) sao cho khi tính lại thì d bằng 0:
{\displaystyle C(x)=C(x)\ -\ (d/b)\ x^{m}\ B(x).}
Thừa số xm dịch B(x) đi m vị trí nên nó nhận giá trị ứng với b. Nếu lần cuối cùng L thay đổi là ở lần lặp thứ j, thì m = k - j, và giá trị sai lệch tính lại sẽ là:
{\displaystyle d=S_{k}+C_{1}\ S_{k-1}+\cdots -(d/b)(S_{j}+B_{1}\ S_{j-1}+\cdots ).}
Vì vậy, giá trị sai lệch mới là:
{\displaystyle d=d-(d/b)b=d-d=0.\ }
Thuật toán cũng tăng giá trị L (số lỗi) nếu cần. Nếu L đúng bằng số lỗi thì trong quá trình lặp, tất cả các giá trị sai lệch sẽ trở thành 0 trước khi n lớn hơn hoặc bằng (2 L). Nếu giả thiết này không đúng, thuật toán tăng L và cập nhật giá trị B(x), b, tăng L, và khởi tạo lại m = 1. Công thức L = (n + 1 - L) giới hạn giá trị L nhỏ hơn hoặc bằng số giá trị hội chứng đã cho, và cũng giải quyết trường hợp tăng L nhiều hơn 1.

## Thuật toán cho trường nhị phân
Dưới đây là thuật toán Berlekamp–Massey cho trường hợp đặc biệt phổ biến là trường hữu hạn F2 và GF(2). Các phần tử của trường là 0 và 1. Trong trường này, các toán tử + và − là tương đương và trở thành toán tử hoặc loại trừ XOR. Toán tử nhân * trở thành toán tử lôgic AND. Phép chia trở thành toán tử đồng nhất (nghĩa là phép chia chỉ được định nghĩa cho giá trị 1, và x/1 = x).
1. Đặt {\displaystyle s_{0},s_{1},s_{2}\cdots s_{n-1}} là các bit dữ liệu vào (các giá trị hội chứng).
2. Khởi tạo hai mảng {\displaystyle b} và {\displaystyle c} độ dài {\displaystyle n} bằng không, ngoại trừ {\displaystyle b_{0}\leftarrow 1,c_{0}\leftarrow 1}
3. Gán {\displaystyle L\leftarrow 0,m\leftarrow -1}.
4. Lặp {\displaystyle N=0} với bước tăng 1 chừng nào {\displaystyle N<n}:
  - Đặt {\displaystyle d} bằng {\displaystyle s_{N}+c_{1}s_{N-1}+c_{2}s_{N-2}+\cdots +c_{L}s_{N-L}}.
  - Nếu {\displaystyle d=0}, thì {\displaystyle c} hiện tại đã thỏa mãn mọi điều kiện từ {\displaystyle N-L} đến {\displaystyle N}.
  - Nếu không:
    - Gán {\displaystyle t} bằng {\displaystyle c}.
    - Gán {\displaystyle c_{N-m}\leftarrow c_{N-m}\oplus b_{0},c_{N-m+1}\leftarrow c_{N-m+1}\oplus b_{1},\dots } cho tới {\displaystyle c_{n-1}\leftarrow c_{n-1}\oplus b_{n-N+m-1}} (trong đó {\displaystyle \oplus } là toán tử hoặc loại trừ).
    - Nếu {\displaystyle L\leq {\frac {N}{2}}}, gán {\displaystyle L\leftarrow N+1-L}, gán {\displaystyle m\leftarrow N}, và gán {\displaystyle b\leftarrow t}; nếu không, giữ nguyên giá trị của {\displaystyle L}, {\displaystyle m} và {\displaystyle b}.

Sau khi thuật toán thực hiện xong, {\displaystyle L} là chiều dài của LFSR ngắn nhất sinh ra dữ liệu vào, và ta có {\displaystyle c_{L}s_{a}+c_{L-1}s_{a+1}+c_{L-2}s_{a+2}+\cdots =0} với mọi {\displaystyle a}.

## Mã Java cho trường hợp trường nhị phân
Mã ví dụ dưới đây là cho trường hợp trường nhị phân.
```
    
public
 
static
 
int
 
runTest
(
int
[]
 
array
)
 
{

        
final
 
int
 
N
 
=
 
array
.
length
;

        
int
[]
 
b
 
=
 
new
 
int
[
N
]
;

        
int
[]
 
c
 
=
 
new
 
int
[
N
]
;

        
int
[]
 
t
 
=
 
new
 
int
[
N
]
;

        
b
[
0
]
 
=
 
1
;

        
c
[
0
]
 
=
 
1
;

        
int
 
l
 
=
 
0
;

        
int
 
m
 
=
 
-
1
;

        
for
 
(
int
 
n
 
=
 
0
;
 
n
 
<
 
N
;
 
n
++
)
 
{

            
int
 
d
 
=
 
0
;

            
for
 
(
int
 
i
 
=
 
0
;
 
i
 
<=
 
l
;
 
i
++
)
 
{

                
d
 
^=
 
c
[
i
]
 
*
 
array
[
n
 
-
 
i
]
;

            
}

            
if
 
(
d
 
==
 
1
)
 
{

                
System
.
arraycopy
(
c
,
 
0
,
 
t
,
 
0
,
 
N
);

                
int
 
N_M
 
=
 
n
 
−
 
m
;

                
for
 
(
int
 
j
 
=
 
0
;
 
j
 
<
 
N
 
−
 
N_M
;
 
j
++
)
 
{

                    
c
[
N_M
 
+
 
j
]
 
^=
 
b
[
j
]
;

                
}

                
if
 
(
l
 
<=
 
n
 
/
 
2
)
 
{

                    
l
 
=
 
n
 
+
 
1
 
-
 
l
;

                    
m
 
=
 
n
;

                    
System
.
arraycopy
(
t
,
 
0
,
 
b
,
 
0
,
 
N
);

                
}

            
}

        
}

        
return
 
l
;

    
}

```

## Thuật toán Berlekamp–Massey cho trường bất kì
Thuật toán dưới đây là từ Massey (1969, tr. 124).
```
  
polynomial
(
field
 
K
)
 
s
(
x
)
 
=
...
 
/* Các hệ số s_j; Dãy kết quả của LFSR (các giá trị hội chứng) dưới dạng đa thức bậc N-1 */

  
/* đa thức lời giải */

  
polynomial
(
field
 
K
)
 
C
(
x
)
 
=
 
1
;
  
/* Các hệ số c_j */

  
polynomial
(
field
 
K
)
 
B
(
x
)
 
=
 
1
;

  
int
 
L
 
=
 
0
;

  
int
 
m
 
=
 
1
;

  
field
 
K
 
b
 
=
 
1
;

  
int
 
n
;

  
for
 
(
n
 
=
 
0
;
 
n
 
<
 
N
;
 
n
++
)

    
{

      
/* Tính giá trị sai lệch */

      
field
 
K
 
d
 
=
 
s_n
 
+
 
\
Sigma_
{
i
=
1
}
^
L
 
c_i
 
*
 
s_
{
n
-
i
};

      
if
 
(
d
 
==
 
0
)

        
{

          
/* Giá trị c hiện tại vẫn đúng */

          
m
 
=
 
m
 
+
 
1
;

        
}

      
else
 
if
 
(
2
 
*
 
L
 
<=
 
n
)

        
{

          
/* Bản sao của C(x) */

          
polynomial
(
field
 
K
)
 
T
(
x
)
 
=
 
C
(
x
);

          
C
(
x
)
 
=
 
C
(
x
)
 
-
 
d
 
b
^
{
-1
}
 
x
^
m
 
B
(
x
);

          
L
 
=
 
n
 
+
 
1
 
-
 
L
;

          
B
(
x
)
 
=
 
T
(
x
);

          
b
 
=
 
d
;

          
m
 
=
 
1
;

        
}

      
else

        
{

          
C
(
x
)
 
=
 
C
(
x
)
 
-
 
d
 
b
^
{
-1
}
 
x
^
m
 
B
(
x
);

          
m
 
=
 
m
 
+
 
1
;

        
}

    
}

  
return
 
L
;

```